# عمق (الشعر)

تعديل مصدري - تعديل

عمق محلة تابعة لقرية عدن المحاقرة، التابعة لعزلة القابل الاسفل بمديرية الشعر إحدى مديريات محافظة إب في الجمهورية اليمنية، بلغ تعداد سكانها 20 حسب تعداد اليمن لعام 2004.